# 松本歩夢
松本 歩夢（まつもと あゆむ、1998年4月28日 - ）は、大阪府出身のサッカー選手。J3リーグ・FC岐阜所属。ポジションはMF。

## 略歴
ガンバ大阪のアカデミー出身。2016年3月、ユースのチームメイト10名と共に2種登録選手としてトップチームに登録された。4月3日、U-23チームのJ3第3節カターレ富山戦に出場しJリーグデビューを果たした。しかしガンバ大阪のトップチームには昇格できず、高校卒業後は関西大学に進学した（同期に小山新、長井一真）。
2021年1月9日、2021年シーズンからのFC岐阜加入内定が発表された。3月21日、J3第2節の藤枝MYFC戦でプロデビューを果たした。
2022年10月23日、第30節のアスルクラロ沼津戦でJリーグ初得点を決めた。

## 所属クラブ
- 2011年 - 2013年 ガンバ大阪Jrユース
- 2014年 - 2016年 ガンバ大阪ユース
  - 2016年  ガンバ大阪（2種登録選手）
- 2017年 - 2020年 関西大学
- 2021年 -  FC岐阜

## 個人成績
| 国内大会個人成績 | 国内大会個人成績 | 国内大会個人成績 | 国内大会個人成績 | 国内大会個人成績 | 国内大会個人成績 | 国内大会個人成績 | 国内大会個人成績 | 国内大会個人成績 | 国内大会個人成績 | 国内大会個人成績 | 国内大会個人成績 |
| 年度             | クラブ           | 背番号           | リーグ           | リーグ戦         | リーグ戦         | リーグ杯         | リーグ杯         | オープン杯       | オープン杯       | 期間通算         | 期間通算         |
| 年度             | クラブ           | 背番号           | リーグ           | 出場             | 得点             | 出場             | 得点             | 出場             | 得点             | 出場             | 得点             |
| 日本             | 日本             | 日本             | 日本             | リーグ戦         | リーグ戦         | リーグ杯         | リーグ杯         | 天皇杯           | 天皇杯           | 期間通算         | 期間通算         |
| ---------------- | ---------------- | ---------------- | ---------------- | ---------------- | ---------------- | ---------------- | ---------------- | ---------------- | ---------------- | ---------------- | ---------------- |
| 2016             | G大23            | 44               | J3               | 2                | 0                | -                | -                | 0                | 0                | 2                | 0                |
| 2021             | 岐阜             | 29               | J3               | 6                | 0                | -                | -                | 0                | 0                | 6                | 0                |
| 2022             | 岐阜             | 29               | J3               | 8                | 1                | -                | -                | 1                | 0                | 9                | 1                |
| 2023             | 岐阜             | 19               | J3               | 26               | 0                | -                | -                | 2                | 0                | 28               | 0                |
| 2024             | 岐阜             | 19               | J3               | 22               | 2                | 1                | 0                | 2                | 0                | 25               | 2                |
| 2025             | 岐阜             | 19               | J3               |                  |                  |                  |                  |                  |                  |                  |                  |
| 通算             | 日本             | 日本             | J3               | 64               | 3                | 1                | 0                | 5                | 0                | 70               | 3                |
| 総通算           | 総通算           | 総通算           | 総通算           | 64               | 3                | 1                | 0                | 5                | 0                | 70               | 3                |

その他の公式戦
- 2023年
  - 岐阜県サッカー選手権大会 1試合1得点
- 2024年
  - 岐阜県サッカー選手権大会 1試合0得点

- 2016年は2種登録選手
- Jリーグ初出場 - 2016年4月3日 J3第3節 vsカターレ富山（富山県総合運動公園陸上競技場）
- Jリーグ初得点 - 2022年10月23日 J3第30節 vsアスルクラロ沼津（岐阜メモリアルセンター長良川競技場）

## タイトル

### クラブ
ガンバ大阪ユース
- 高円宮杯 JFA U-18サッカープレミアリーグWEST：1回（2015年）

FC岐阜
- 岐阜県サッカー選手権大会：3回（2021年、2022年、2023年）